# Ahnenverehrung in Afrika
Die Ahnenverehrung ist nicht bei allen, aber bei den meisten Völkern Afrikas südlich der Sahara ein wichtiger Bestandteil traditioneller Kultur bzw. Religiosität. Sie umfasst ein spirituelles Verhältnis zu den verstorbenen Ahnen, die nach traditionellen Vorstellungen auf diese Weise weiterhin am diesseitigen Leben teilhaben können.
Islamische Geistlichkeit im nördlichen Afrika ebenso wie westliche Missionare in Subsahara-Afrika „bekämpften“ für lange Zeit und teilweise bis heute das Verhältnis von Afrikanern zu ihren Ahnen. Die Ahnenverehrung vollzieht sich darum bis heute weitgehend im Verborgenen und ist selten Gegenstand eines offenen Gesprächs, zumal mit westlichen Gesprächspartnern. Beobachtungen und Feldstudien ausländischer wie auch einheimischer Forscher zeichnen aber gegenwärtig ein in vielen Dingen übereinstimmendes Bild, das im Folgenden zusammengefasst wiedergegeben werden soll.

## Definitionen und Abgrenzung
Als Ahnenkult werden weltweit sehr viele unterschiedliche Praktiken ethnischer Religionen bezeichnet, denen bestimmte Wesenselemente gemeinsam sind. Dazu gehören beispielsweise ein Glauben an Geistwesen oder ein Animismus, der Respekt vor der familiären Linie und eine starke Gruppenkohäsion sowie der Ritus einer Opferhandlung. Während der Totenkult sich stärker auf all jene Verstorbenen bezieht, welche den Praktizierenden noch persönlich bekannt sein können, fokussiert sich der Ahnenkult auf meist wenige, aber prominente Vorväter, die zum Teil Generationen zuvor lebten.
Auf der Suche nach einer korrekten Bezeichnung ihrer Traditionen sprechen Afrikaner selbst heute gerne von „Gemeinschaft mit den Ahnen“ (community with the ancestors). Der früher gebräuchliche Begriff „Ahnenkult“ (ancestor worship bzw. ancestor cult) wird heute [2009] überwiegend als unzutreffend abgelehnt, da er für afrikanisches Empfinden eine tendenziöse, die Ahnenbeziehung ablehnende Sichtweise westlicher Betrachter wiedergibt. Stattdessen wird vorgeschlagen, von „Ahnenverehrung“ (ancestor veneration) zu sprechen.
Der Begriff „Ahn“ ist ein Ehrentitel. Ahnen sind dabei nicht einfach alle Vorfahren, sondern nur solche, die sich um die Gemeinschaft verdient gemacht haben. Die Ahnen bzw. ihre Verehrung haben sowohl eine soziale – die Gemeinschaft stabilisierende – als auch eine religiöse Funktion (Mittler zwischen Gottheit(en) und den Menschen).

## Glaubensinhalte

### Lebendige Ahnen
Das Verhältnis der Afrikaner zu ihren Ahnen ist mehr als bloße Erinnerung und ihre Verehrung mehr als bloßer Totenkult, denn es geht nach afrikanischem Verständnis um eine lebendige Beziehung mit einer Kommunikation in beide Richtungen. Das Verhältnis zu den Ahnen beruht auf der Überzeugung, dass die Ahnen nach ihrem Hinscheiden aus diesem Leben nicht völlig tot sind, sondern in unsichtbarer Weise weiterexistieren, mit ihren Nachfahren Verbindung halten und ihr Leben beeinflussen können.
Der christliche Religionsphilosoph John S. Mbiti prägte für die unlängst Verstorbenen den Begriff der living-dead („Lebend-Toten“). Die eines natürlichen Todes gestorbenen und ordnungsgemäß bestatteten „Lebend-Toten“ bei Mbiti können sich sowohl gegenüber den Menschen mitteilen als auch die Sprache der jenseitigen Geistwesen und Gottes verstehen. Mbiti zufolge stellen die Verstorbenen mit den Lebenden und den noch Ungeborenen eine der drei Zustandsebenen des Menschen dar. Die mit der Initiation erwachsen gewordenen Menschen sind verpflichtet, zu heiraten und für Nachwuchs zu sorgen, weil nur so die Lebenden als Bindeglied zwischen dem Tod und dem Leben fungieren und damit das Weiterbestehen der Gemeinschaft sichern können.

### Bedeutung für die Gemeinschaft
Verwurzelt zu sein, sein Woher zu kennen, in einer bestimmten Tradition zu stehen, ist für Afrikaner von grundlegender Bedeutung. Die Ahnen verkörpern die eigene Herkunft und Identität.
Grundlegend für das afrikanische Lebensgefühl ist u. a. die große Bedeutung der Gemeinschaft. Mtu ni watu – dieses Sprichwort aus dem Swahili übersetzt Mbiti frei mit I am, because we are („Ich bin, weil wir sind“). Traditionell definiert der Afrikaner seine Identität und Persönlichkeit nicht aus seinen individuellen Leistungen, sondern aus seiner Stellung in der Gemeinschaft – im Stamm, in der Sippe bzw. in der Großfamilie. Diese Gemeinschaft besteht jedoch nicht nur aus den Lebenden, sondern aus den Lebenden, ihren Ahnen und den Noch-nicht-Geborenen. Die Verehrung der Ahnen bzw. des Urahns durch die Nachkommen hat dabei gemeinschaftsstiftende und -stärkende Kraft: Ahnen sind der gemeinsame Bezugspunkt, und sie verkörpern in ihrer Vorbildfunktion die gemeinsamen Werte, die die Gemeinschaft zusammenhalten.

### Ahnen als Vorbilder
Ahnen erfüllen nicht zuletzt eine wichtige Vorbildfunktion, die Rolle moralischer Vorbilder, worin sie den christlichen Heiligen nahekommen. Mit dem Beispiel ihres Lebens setzen sie den Rahmen für Falsch und Richtig in der Gemeinschaft, in der sie verehrt werden. Man kann auch umgekehrt davon sprechen, dass eine Gemeinschaft mit der Verehrung eines Ahns die Werte und Maßstäbe deutlich macht, die in ihr gelten sollen. Darin kommt ein stark traditionsorientiertes Denken in afrikanischen Gemeinschaften zum Ausdruck.

### Ahnen als Mittler
Kennzeichnend für traditionelle afrikanische Gesellschaften ist die Mittlerschaft. In vielen wichtigen Angelegenheiten des Lebens spricht man nicht für sich selbst, sondern durch einen Mittler oder Sprecher – etwa bei den Verhandlungen zwischen den Familien, die einer Heirat vorausgehen. Erst recht, wenn man sich an eine höhergestellte Persönlichkeit wie an einen Häuptling oder König wendet, gilt es gar als unschicklich, diesen direkt anzusprechen; man tut dies durch eine Mittelsperson, selbst wenn man sich in Seh- und Hörweite des Adressaten befindet.
Bei der Frage, ob die höchste Gottheit (the Supreme Being) in der afrikanischen Religion für den gewöhnlichen Gläubigen zugänglich sei, ergibt sich kein einheitliches Bild. Weit verbreitet ist jedoch die Vorstellung, dass auch diese Gottheit nur über Mittler angegangen werden solle. Ahnen werden als diejenigen angesehen, die nach ihrem Tod einen Status erreicht haben, in dem sie dem Göttlichen näher als die noch Lebenden sind und in beide Richtungen vermitteln können. Auch darin sind sie den Heiligen etwa im katholischen Verständnis ähnlich. Die Anliegen der Gläubigen werden über die Ahnen der Gottheit übermittelt, wobei auch unter den Lebenden dies nicht irgendjemandem obliegt, sondern den jeweiligen Oberhäuptern stellvertretend für ihre Gemeinschaft – dem König oder Häuptling für das Volk, dem Ältesten für die Sippe oder die Großfamilie. Umgekehrt bilden die Ahnen gewissermaßen den Kanal für die göttliche Lebenskraft (Life-force, Force vitale), die die Gläubigen erreichen soll und für diese absolut lebenswichtig ist in einer Welt, in der sie sich von Geistern, Hexen und anderen spirituellen Kräften bedroht sehen (die die letzte Ursache auch für Krankheiten, Hunger, Unwetter usw. bilden). Ein gutes Verhältnis zu den Ahnen ist daher lebensnotwendig und wird nicht zufällig immer wieder als das Herzstück traditioneller Religiosität angesehen.

### Erscheinungen der Ahnen
Ahnen haben nach traditioneller Auffassung eine große Bandbreite von Möglichkeiten, mit den Lebenden Verbindung aufzunehmen und ihnen ihren Willen bekannt zu machen. Dazu gehören supranaturale Erscheinungen ebenso wie die Interpretation natürlicher Ereignisse. Afrikaner berichten von Erscheinungen, in denen ein Ahn zu ihnen gesprochen und sie z. B. zurechtgewiesen oder ihnen einen bestimmten Auftrag erteilt habe, etwa sein Grab besser zu pflegen.
Daneben werden Erscheinungen von Schlangen häufig als Begegnung mit einem Ahn gedeutet; auch Kalamitäten, die Afrikaner im Leben treffen können, wie Krankheit, Trockenheit, Unwetter usw. werden häufig als Strafe der Ahnen für eigenes Fehlverhalten gedeutet, vor allem, wenn sie länger anhalten und nicht durch gewöhnliche Gebete zum Verschwinden gebracht werden können.
Diese Deutungen zeigen, dass das Wirken der Ahnen ambivalent gesehen wird – hilfreich in Krisenzeiten, aber auch strafend, wo Normen der Gemeinschaft verletzt werden und diese darum in Gefahr gerät. Alles in allem wird das Wirken der Ahnen daher überwiegend positiv gesehen, d. h. gemeinschaftsstiftend und -erhaltend.

### Kriterien für den Ahnenstatus
Nicht jeder Vorfahre ist ein Ahn. „Ahn“ ist ein Ehrentitel, der nur bestimmten Vorfahren nach bestimmten Kriterien zuerkannt wird, vergleichbar mit der christlichen Heiligsprechung.
Als Kriterien gelten:
- ein vorbildliches Leben
- Ehe und Nachwuchs
- ein hohes Alter erreicht zu haben und eines natürlichen Todes gestorben zu sein. Ausgeschlossen werden hiermit v. a. Suizidtote, aber auch durch bestimmte Krankheiten Verstorbene, deren Krankheit als Strafe für Fehlverhalten angesehen werden kann (z. B. AIDS). Akzeptabel ist hingegen der frühe Tod im Einsatz für die Gemeinschaft (etwa in einem Verteidigungskrieg)
- eine wichtige Stellung in der Gemeinschaft schon zu Lebzeiten.

Auf Grund dieser Kriterien kann man davon sprechen, dass der Ahnenstatus in gewisser Weise eine Verlängerung der Position bilden kann, die der Verstorbene zu Lebzeiten innehatte. Dies gilt jedoch nicht, wenn das erste Kriterium verletzt wurde. Afrikaner weisen in diesem Zusammenhang immer wieder darauf hin, dass z. B. Idi Amin wegen seiner Verbrechen in Uganda heute nicht als Ahn verehrt wird.
Als Ahnen werden in aller Regel Männer verehrt (die ja schon in der Gemeinschaft der Lebenden in aller Regel die dominierende Stellung innehaben), wobei von einzelnen Völkern auch die Möglichkeit berichtet wird, dass Frauen und sogar Kinder den Ahnenstatus erlangen können.

### Stufen
Ahnen, die erst relativ kurze Zeit verstorben und noch in persönlicher Erinnerung bei den Lebenden sind, werden persönlich angerufen und häufig im eigenen Garten bestattet, um ihnen möglichst nahe zu sein. Ihnen wird v. a. schützende Vollmacht zugeschrieben, daher auch die Bezeichnung „Schutzahnen“ („Tutelary Ancestors“).
Ahnen, deren Leben so weit zurückliegt, dass die Nachfahren sich ihrer nicht mehr persönlich erinnern, werden pauschal und anonym angerufen. Sie sind den Lebenden schon weiter entrückt und sind dafür der (ebenso weit entrückten) Gottheit umso näher. Ihnen wird daher besonders die Mittlervollmacht zwischen Gott und den Lebenden zugeschrieben, weshalb sie auch als „Mittler-Ahnen“ (Mediator Ancestors) bezeichnet werden.
Nur einzelne besonders herausragende Führungspersönlichkeiten des Gemeinschaftsverbandes werden auch dann, wenn sie sich jenseits des persönlichen Erinnerungsvermögens befinden, individuell und namentlich in Erinnerung gehalten, wobei sie in der Erinnerung legendenhafte Züge annehmen. Sie werden zu Urtypen beispielhaften (gemeinschaftsdienlichen) Verhaltens. Dies gilt besonders für die Figur eines gemeinsamen Urahns, eines „Gründerahns“ (Founding Ancestor), auf den sich gewöhnlich jede Gemeinschaft (Stamm, Großfamilie) bezieht.
Häufig wird auch ein Gott selbst bzw. das Höchste Wesen als der Urahn oder „Great Ancestor“, d. h. der Ursprung allen Lebens bezeichnet.

### Kategorisierung
Nicht nur aufgrund der Vielfalt der Praktiken quer über den Kontinent, sondern auch aufgrund ihres Bildungsstands äußern sich Afrikaner widersprüchlich, wenn es um die Frage geht, wovon genau bei Ahnen und deren Verehrung gesprochen wird. Während gewöhnliche Gläubige Ahnen als eine von ihnen (etwa in Visionen) erfahrene Realität schildern, sprechen akademische Theologen gelegentlich von den Ahnen auch als einem Symbol, Zeichen, einer Metapher (Nürnberger) oder einem Mythos (Bediako).

### Formen der Ahnenverehrung
Hierüber sind Aussagen besonders schwierig, da, wie schon erwähnt, sich die Verehrung der Ahnen weitgehend im Verborgenen abspielt. Ahnen können sich überall aufhalten, sie bevorzugen aber besondere Orte. Das können Büsche, kleine Waldstücke, Bergspitzen, Höhlen oder Friedhöfe sein. Orte, an denen Afrikaner rituellen Kontakt mit ihren Ahnen suchen – Ahnenschreine – befinden sich außerhalb des Hauses im Garten, meist in der freien Natur. Diese Orte können sich, müssen sich aber nicht in der unmittelbaren Umgebung der Begräbnisstätte des Betreffenden befinden. Vor dem Schrein werden die Ahnen namentlich angesprochen, nachdem die lebende Person Gaben dargebracht hat; hierzu gehört vor allem das Trankopfer (Libation). Diese sind weniger als Opfergaben zu verstehen denn als Eröffnung einer Kommunikation und als ein Teilen der Güter mit den Ahnen, mit denen man sich in lebendiger Verbindung befindet und die zur Gemeinschaft gehören.
Einige afrikanische Theologen legen heute Wert darauf, dass diese letztlich nicht für die Ahnen, sondern durch sie – als Mittler – für das höchste Wesen, die Gottheit, bestimmt seien. In diesem Sinne betonen afrikanische Theologen heute, dass Ahnen nicht angebetet, sondern verehrt werden (venerated, not worshipped), d. h., sie werden nicht selbst als göttliche Wesen angesehen, denen Anbetung zuteilwerden soll. Freilich wird auch eingeräumt, dass die Grenze fließend ist und in einzelnen Fällen auch überschritten wird. Riten für die Ahnen können allein oder gemeinschaftlich – unter Verwendung eines Priesters – vollzogen werden.
In Gabun verwenden Anhänger des Bwiti-Kults Teile der Pflanze Tabernanthe iboga, um in einem traumartigen Rauschzustand mit den Ahnen Kontakt aufzunehmen.

### Unterschiede unter den subsaharischen Völkern
Auch wenn es keine Studie zur Gesamtheit der Völker Afrikas südlich der Sahara gibt – eine solche wäre viel zu umfangreich –, so zeigen Feldstudien zu einzelnen Völkern, dass nicht alle südlich der Sahara die Tradition der Ahnenverehrung bzw. -kommunikation kennen. Unterschiede können selbst innerhalb desselben Stammes ausgemacht werden. Das größte Volk, für das die Ahnen ohne Bedeutung sind, stellen wohl die Massai in Ostafrika dar.
Afrikanische Theologen stimmen jedoch darin überein, dass für die Mehrheit der Völker südlich der Sahara die Ahnen von großer Bedeutung sind. Unter diesen kann man – entsprechend der Zahl der Berichte und des Umfangs der theologischen Auseinandersetzung mit dieser Tradition – zwei Schwerpunkte ausmachen: Ghana und die dort beheimatete Akan-Kultur und Ostafrika. Im südlichen Afrika gibt es den Nyau Kult der Chewa.

## Konflikte mit Weltreligionen

### Ahnenverehrung und Islam
Im Anfangsstadium der Islamisierung kann es übergangsweise noch Opfer an die Ahnen geben, dagegen ist in vollständig islamisierten Gesellschaften der Ahnenkult von Kollektivritualen der neuen Religion abgelöst worden. Opfergaben werden nun nach islamischem Verständnis als freiwillige Spenden (Sadaqa) uminterpretiert und aus dem Zusammenhang mit der Ahnenverehrung herausgelöst. Der Ahnenkult übt einen zu dominierenden Einfluss auf das Alltagsleben aus, als dass er sich mit der umfassenden Rolle des Islam vertragen könnte. An die Stelle der Ahnenverehrung treten nun Heiligenkulte, die zuvor in Subsahara-Afrika nicht gebräuchlich waren. (Vgl. Islam in Afrika)

### Ahnenverehrung und Christentum
Westliche Missionare haben zunächst die Ahnenverehrung in Afrika entschieden bekämpft, da sie hierin das Herzstück traditioneller Frömmigkeit erkannten, die durch das Christentum ersetzt werden sollte. Die Ahnen wurden hierbei als Rivalen Christi gesehen, des einzigen Mittlers zu Gott. Auch auf die in manchen Fällen bedrohlichen Erscheinungen der Ahnen wurde immer wieder verwiesen.
Etwa seit der Zeit der Erlangung der Unabhängigkeit durch die meisten Staaten Afrikas (um 1960) findet aber auch in der afrikanischen Christenheit eine Neubesinnung auf afrikanische Werte statt. In diesem Zuge bemüht man sich, auch die Ahnen in einem neuen Licht zu sehen und in ein christliches Weltbild zu integrieren. Es ist wahrscheinlich, dass die Sicht der Ahnen dabei auch Veränderungen erfährt und die ursprünglich vorchristliche Ahnenverehrung in gewisser Weise christlich vereinnahmt wird. Dies ist schon deshalb fast unausweichlich, da die Gemeinschaft mit den Ahnen traditionell an eine Blutsverwandtschaft gebunden ist, christliche Gemeinschaft diese jedoch übersteigt. So ist es unter afrikanischen Christen heute durchaus möglich, von Ahnen im spirituellen Sinne zu sprechen, etwa, wenn der ghanaische Philosoph Joseph Boakye Danquah, einer der Väter der ghanaischen Unabhängigkeit, den deutschen Missionar Johann Gottlieb Christaller als seinen Ahn bezeichnet.
Die Bemühungen um eine Integration der Ahnenverehrung in ein christliches Weltbild sind freilich auch in Afrika umstritten und werden in evangelikalen Kreisen als Synkretismus abgelehnt.
Gegner wie Befürworter der Ahnenverehrung stellen heute übereinstimmend fest, dass die Ahnenverehrung nicht nur überlebt hat – trotz gegenteiliger Bemühungen westlicher Missionare –, sondern dass sogar ein Wiedererstarken beobachtet werden kann. Vor allem in Krisenzeiten scheinen Menschen wieder vermehrt Halt bei den Ahnen zu suchen. Dabei ist die Ahnenverehrung in der Regel dort am stärksten, wo Menschen in einer gewachsenen ländlichen Gemeinschaft verwurzelt sind.
All dies gilt auch für Christen. Afrikanische Theologen wie Mbiti klagen darüber, dass das Christentum lediglich einen „Sonntagskult“ darstelle, bei dem man sonntags die Kirche besuche, die Woche über jedoch der Ahnenverehrung und anderen vorchristlichen Praktiken nachgehe.

#### Verbindung zu vorchristlichen Ahnen?
Wie bereits dargestellt, ist für viele Afrikaner die Verbindung zu den Ahnen lebenswichtig. Für christianisierte Afrikaner ist die Vorstellung, dass die eigenen Ahnen in der Hölle sind und eine Verbindung zu ihnen nicht möglich ist, weil sie keine Christen waren, unerträglich. Hier kommt die Frage der Gerechtigkeit Gottes ins Spiel – wie kann er die Ahnen bestrafen, die vor dem Eintreffen der Missionare noch gar keine Möglichkeit hatten, das Wort Gottes zu hören? Christliche Theologie sucht hier nach einem Ausweg, eine solche Gemeinschaft auch mit ungetauften Ahnen zu denken. Vielfach wird auf 1. Petrus 4,6 verwiesen, nach dem das Evangelium auch den Toten verkündet wird bzw. wurde, und auf den Abschnitt im 2. Artikel des Apostolischen Glaubensbekenntnisses, der davon spricht, dass Jesus ins Reich der Toten hinab gestiegen sei.

#### Die Ahnen in der christlichen Theologie
Afrikanische Theologen beklagen heute den westlichen Charakter des Christentums, wie er von den Missionaren zu ihnen gebracht wurde und wie er ihrer Meinung nach bis heute einen Fremdkörper in Afrika darstellt. Westliche und sogar oft noch antik-hellenistische Denkmuster und Sprachregelungen werden als den Afrikanern fremd und unverständlich kritisiert. Das heutige Bemühen vieler afrikanischer Theologen zielt daher auf eine Inkulturation oder Indigenisierung des Christentums. Das bedeutet, dass sie nach Anknüpfungspunkten in ihren eigenen, afrikanischen Traditionen suchen. Da die Beziehung zu den Ahnen eine zentrale Stellung im traditionellen Weltbild der Afrikaner einnimmt, ist es nicht verwunderlich, dass auch in diesem Bereich nach Anknüpfungspunkten gesucht wird.
Diese finden sich vor allem auf dem Gebiet der Christologie, wo heute Titel aus der Ahnentradition gesucht werden, die die Bedeutung Jesu für Afrikaner verständlich ausdrücken sollen: Proto-Ahn, Bruder-Ahn, aber auch Ahnentitel einheimischer Sprachen, wie etwa das in der ghanaischen Akan-Kultur gebräuchliche Nana (ursprünglich für den Großvater gebraucht). Umstritten ist dabei, ob die Sicht Jesu als besonderer Ahn das Ende aller anderen Ahnenbeziehungen oder -verehrung bedeutet oder ob man auch als Christ weiterhin eine ehrende Beziehung zu den gewöhnlichen Ahnen unterhalten kann.
In der Ekklesiologie ist für afrikanische Christen wichtig, dass auch die Ahnen mit den Lebenden in kirchlicher Gemeinschaft verbunden sind. Der Abschnitt im 3. Artikel des apostolischen Glaubensbekenntnisses, der von der Gemeinschaft der Heiligen spricht, bekommt darum besondere Bedeutung. Umstritten ist, ob hierzu auch Ahnen vor dem Eintreffen der Missionare gehören, die also ungetauft starben, aber in ihrem Leben vorbildlich und für die Gemeinschaft wichtig waren. Die Eucharistie wird als die Feier angesehen, in der Christus, der Ahn und entscheidende Mittler, die Lebenskraft Gottes an die Gläubigen weitergibt und diese mit ihnen teilt bzw. unter den Mitgliedern der Kirche geteilt wird.

#### Die Ahnen als Thema in ökumenischen Beziehungen
Das Verhältnis zu den Ahnen ist heute eines der am meisten umstrittenen Themen innerhalb der weltweiten Christenheit. Dies wurde nicht zuletzt auf der Vollversammlung des Ökumenischen Rats der Kirchen 1991 in Canberra/Australien deutlich. Der Vortrag der koreanischen Theologin Chung Hyun Kyung, bei dem diese die Geister der Ahnen beschwor, löste stürmische Reaktionen – zustimmende wie ablehnende – aus. Während die einen den Vortrag einen „heiligen Moment“ nannten, sprachen andere – v. a. Orthodoxe, aber auch Protestanten – von Synkretismus und drohten mit ihrem Austritt.
Afrikanische Christen und Kirchen weisen heute auf das steigende Gewicht ihres Kontinents hin, in dem das Christentum am stärksten wächst, während es in Europa an Mitgliederzahl und Bedeutung abnimmt. Mit neuem Selbstbewusstsein bringen Afrikaner daher ihre Themen in internationalen kirchlichen Organisationen ein. Dazu gehört nicht zuletzt auch das Verhältnis zu den Ahnen, das sie einer Neubewertung unterzogen sehen wollen. Als Folge hat z. B. der Lutherische Weltbund im Frühjahr 2006 drei Studiengruppen eingesetzt: 1. Spiritualismus: Eine Herausforderung an die Kirchen in Europa, 2. Ahnen, Geister und Heilung in Afrika und Asien: Eine Herausforderung an die Kirchen,  3. Spiritismus: Herausforderungen für die Kirche in Lateinamerika.

## Ahnenkult auf Madagaskar
Unter den vielen Volksgruppen in Madagaskar gibt es, trotz einer nominellen Christianisierung von etwa 90 Prozent, sehr unterschiedliche Umgangsformen mit Ahnen, bei denen diese zum Teil „nicht verehrt, sondern verhätschelt“ werden: Die Merina öffnen im Winter die Grabhäuser und wickeln im Rahmen eines Festes die Leichentücher neu; bei den Mahafaly werden die Rinderherden der Toten geschlachtet, damit deren Geister vor den Ahnen den Status des Verstorbenen bekräftigen können; die Sakalava baden die Gebeine bestimmter Ahnen alle fünf Jahre in einem heiligen Fluss; die Vezo bestatten ihre Angehörigen auf Toteninseln, wo sie in zwei Wochen des Jahres ausgiebig gefeiert werden, um Segen für Heilung und Fischfang zu erwirken.
Viele foko glauben, dass die Menschen nach ihrem Tod als Razana weiterleben, also als Teil der Raza, der Familie der Toten. Die Madagassen glauben zwar an einen Schöpfergott oder höchsten Gott (mit unterschiedlichem Namen, darunter Andriamanitra und Zanahary), aber die Menschen können sich nicht direkt durch Gebet an ihn wenden. Dies ist Aufgabe der Ahnen. Ähnlich wie die Heiligen im Katholizismus erfüllen sie eine wichtige Mittlerrolle zwischen den Lebenden und Gott. Anders als im Katholizismus wird aber die soziale Eigenständigkeit der Ahnen von vielen Madegassen akzeptiert: So kann eine von Ahnen besessene Person möglicherweise zum eigenen Schaden anderen Personen helfen; ein zur Bekämpfung von Krankheiten beschworener Geist kann zugleich schwere charakterliche Mängel haben. Vereinbarungen, Geschäftsbeziehungen und sogar Verlobungen mit Geistern sind möglicher Bestandteil des Alltags, wobei eine solche Verlobung nicht ausschließt, dass man zudem auch noch einen lebenden Partner hat. Jedes Ereignis kann sowohl durch weltliche wie auch spirituelle Ursachen ausgelöst werden, sodass zur Erklärung oft auch gar nicht auf die Ahnenwelt zurückgegriffen werden muss.
Wenn einer Familie oder Person Unglück zustößt, kann ein Totenwendungsfest (Famadihana) stattfinden, um die Ahnengeister zu besänftigen. Der Tote wird aus dem Grab geholt, es wird gefeiert, er wird mit neuen Leichentüchern (Rohseide) eingekleidet und wieder begraben. Mittelsmänner sind die sogenannten Ombiasy (eine Art Schamane oder witchdoctor), welche nach einer langen Ausbildung in mündlich überlieferten Traditionen Meister in Heilpflanzenkunde sind. Oft wird ein Famadihana veranstaltet, um die Übertretung eines Fady (Tabuvorschrift) wiedergutzumachen. Der Ombiasy analysiert die Gegebenheiten innerhalb der Gemeinschaft und erklärt Angewohnheiten, Plätze, Personen, Tiere, Pflanzen zum Tabu. In der Regel gewinnt der Fady besonders dadurch an Kraft, dass er mit der Ahnenverehrung und den Toten (Razana) unmittelbar verknüpft wird. Das Totenwendungsfest ist der wichtigste Ritus im madagassischen Ahnenkult. Der Ombiasy entscheidet, ob und wann dies notwendig ist, indem er einen spirituellen Kontakt mit den Razana (Toten) aufnimmt. Das Famadihana wurde von den Kolonialherren teilweise verboten, da sich die Familien stark verschuldeten. Es hat eine gewisse Ähnlichkeit mit dem mexikanischen Totenkult, in dem auf dem Grab gefeiert, getanzt und gegessen wird. Die vom Fady Betroffenen zahlen für Ritual, Musiker und Essen in dem Umfang, wie es der Ombiasy für angemessen hält.
Eine Antwort christlicher Geistlicher auf die Ahnenverehrung liegt im Exorzismus sowie in Predigten, dass die einzigen Geister Gott und der Teufel seien: die Toten seien bei Jesus.